# Elophila minima
Elophila minima là một loài bướm đêm trong họ Crambidae.